# Берч-Коув
Берч-Коув (англ. Birch Cove) — літнє село в Канаді, у провінції Альберта, у складі муніципального району Лак-Сент-Анн.

## Населення
За даними перепису 2016 року, літнє село нараховувало 45 осіб постійного населення, показавши зростання на 0,0%, порівняно з 2011-м роком. Середня густина населення становила 148,7 осіб/км².
З офіційних мов обидвома одночасно володіли 5 жителів, тільки англійською — 40. Усього 5 осіб вважали рідною мовою не одну з офіційних.

## Клімат
Середня річна температура становить 2,5°C, середня максимальна – 20,8°C, а середня мінімальна – -19,9°C. Середня річна кількість опадів – 494 мм.
| Клімат поселення                              | Клімат поселення | Клімат поселення | Клімат поселення | Клімат поселення | Клімат поселення | Клімат поселення | Клімат поселення | Клімат поселення | Клімат поселення | Клімат поселення | Клімат поселення | Клімат поселення | Клімат поселення |
| Показник                                      | Січ.             | Лют.             | Бер.             | Квіт.            | Трав.            | Черв.            | Лип.             | Серп.            | Вер.             | Жовт.            | Лист.            | Груд.            |                  |
| Середній максимум, °C                         | −7,2             | −3,84            | 1,53             | 9,70             | 15,98            | 20,02            | 20,76            | 20,33            | 15,26            | 9,92             | 0,40             | −5,32            |                  |
| Середня температура, °C                       | −13,57           | −10,2            | −4,84            | 3,33             | 9,60             | 13,66            | 15,81            | 15,37            | 10,29            | 4,98             | −4,56            | −10,29           |                  |
| Середній мінімум, °C                          | −19,94           | −16,58           | −11,2            | −3,03            | 3,25             | 7,28             | 10,84            | 10,42            | 5,34             | 0,01             | −9,52            | −15,26           |                  |
| Норма опадів, мм                              | 25               | 17               | 18               | 25               | 48               | 90               | 93               | 70               | 42               | 23               | 21               | 22               |                  |
| Середньомісячна швидкість вітру, м/с          | 3.24             | 3.40             | 3.40             | 3.60             | 3.50             | 3.16             | 2.90             | 2.80             | 3.00             | 3.39             | 3.20             | 3.20             |                  |
| Середньомісячна сонячна радіація, кДж/м²·день | 3249             | 6831             | 12030            | 17103            | 20377            | 21981            | 22014            | 18333            | 12465            | 7286             | 3624             | 2397             |                  |
| --------------------------------------------- | ---------------- | ---------------- | ---------------- | ---------------- | ---------------- | ---------------- | ---------------- | ---------------- | ---------------- | ---------------- | ---------------- | ---------------- | ---------------- |
| Джерело:                                      |                  |                  |                  |                  |                  |                  |                  |                  |                  |                  |                  |                  |                  |